# AEGON Pro Series Nottingham
L'AEGON Pro Series Nottingham è un torneo professionistico di tennis giocato su campi in cemento. Fa parte dell'ITF Men's Circuit e dell'ITF Women's Circuit. Si gioca annualmente a Nottingham in Gran Bretagna.

## Albo d'oro

### Singolare maschile
| Anno     | Campione           | Finalista           | Punteggio             |
| -------- | ------------------ | ------------------- | --------------------- |
| 2008     | Martin Fischer     | Frederic Jeanclaude | 2-6, 7-5, 3-0, ritiro |
| 2008 (2) | Stéphane Robert    | Josh Goodall        | 6-4, 6-0              |
| 2009     | Josh Goodall       | David Rice          | 6-4, 6-3              |
| 2010     | Joshua Milton      | Daniel Evans        | 6-1, 7-5              |
| 2011     | Richard Bloomfield | Alexander Ward      | 6–7(6–8), 6–3, 6–4    |
| 2012     | Daniel Evans       | Richard Bloomfield  | 7–6(7–4), 7–6(7–2)    |
| 2013     | Daniel Cox         | Ashley Hewitt       | 6–4, 3–6, 6–1         |
| 2014     | Daniel Smethurst   | Edward Corrie       | 6–3, 6–2              |

### Doppio maschile
| Anno     | Campioni                        | Finalisti                             | Punteggio         |
| -------- | ------------------------------- | ------------------------------------- | ----------------- |
| 2008     | Jeremy Blandin Martin Fischer   | Colin Fleming Colin O'Brien           | 6-0, 2-6, [11-9]  |
| 2008 (2) | David Brewer Ian Flanagan       | Christopher Klingemann Milan Pokrajac | 4-6, 6-4, [10-5]  |
| 2009     | Chris Eaton Dominic Inglot      | Josh Goodall Matthew Illingworth      | 6-3, 6-4          |
| 2010     | Lewis Burton Daniel Evans       | Sean Thornley Marcus Willis           | 7-5, 1-6, [13-11] |
| 2011     | Joshua Goodall Marcus Willis    | David Rice Sean Thornley              | 6–4, 7–6(8–6)     |
| 2012     | Edward Corrie James Marsalek    | Miles Bugby Daniel Glancy             | 5–7, 6–3, [10–7]  |
| 2013     | Liam Broady Joshua Ward-Hibbert | Scott Clayton Toby Martin             | 4–6, 6–3, [10–6]  |
| 2014     | Rémi Boutillier Quentin Halys   | Liam Broady James Cluskey             | 6–2, 0–6, [10–8]  |

### Singolare femminile
| Anno | Campionessa       | Finalista          | Punteggio   |
| ---- | ----------------- | ------------------ | ----------- |
| 2013 | Miyabi Inoue      | Yuka Higuchi       | 7–6(5), 6–2 |
| 2014 | Ekaterina Byčkova | Pauline Parmentier | 3–0 ritiro  |

### Doppio femminile
| Anno | Campionesse              | Finaliste                          | Punteggio     |
| ---- | ------------------------ | ---------------------------------- | ------------- |
| 2013 | Anna Smith Melanie South | Daneika Borthwick Anna Fitzpatrick | 6–4, 6–2      |
| 2014 | Jocelyn Rae Anna Smith   | Naomi Broady Renata Voráčová       | 7–6(8–6), 6–4 |